# Епархия Алиндао
Епархия Алиндао (лат. Dioecesis Alindaoensis) — епархия Римско-Католической церкви c центром в городе Алиндао, Центральноафриканская Республика. Юрисдикция епархии Алиндао распространяется на префектуру Нижнее Котто. Епархия Алиндао входит в митрополию Банги. Кафедральным собором епархии Алиндао является церковь Святейшего Сердца Иисуса.

## История
18 декабря 2004 года Римский папа Иоанн Павел II издал буллу Quadraginta per annos, которой учредил епархию Алиндао, выделив её из епархии Бангасу.

## Ординарии епархии
- епископ Петер Марцинковски, C.S.Sp.[1] (18.12.2004 — 19.03.2014)
- епископ Кир-Нестор Япаупа (с 19.03.2014)